# Wereldbeker shorttrack 2007/2008
De Wereldbeker shorttrack 2007-2008 (officieel: ISU World Cup Short Track 2007-2008) was een internationale shorttrackcompetitie verspreid over het gehele shorttrackseizoen. De wereldbekercyclus begon dit jaar op 19 oktober 2007 in Harbin en eindigde op 10 februari 2008 in Salt Lake City. De organisatie lag in handen van de ISU, net als bij het langebaanschaatsen.

## Kalender
| Plaats         | Land             | Datum                         | Uitslag |
| -------------- | ---------------- | ----------------------------- | ------- |
| Harbin         | China            | 19 - 21 oktober 2007          | uitslag |
| Kobe           | Japan            | 26 - 28 oktober 2007          | uitslag |
| Heerenveen     | Nederland        | 23 - 25 november 2007         |         |
| Turijn         | Italië           | 30 november - 2 december 2007 |         |
| Quebec         | Canada           | 1 - 3 februari 2008           |         |
| Salt Lake City | Verenigde Staten | 10 -12 februari 2008          |         |

## Eindklassementen
| Afstand    | Goud         | Zilver       | Brons                   |
| Mannen     | Mannen       | Mannen       | Mannen                  |
| ---------- | ------------ | ------------ | ----------------------- |
| 500 meter  | Sung Si-bak  | Kwak Yoon-gy | François-Louis Tremblay |
| 1000 meter | Ahn Hyun-soo | Lee Ho-suk   | Song Kyung-taek         |
| 1500 meter | Lee Ho-suk   | Ahn Hyun-soo | Lee Seung-hoon          |
| Aflossing  | Zuid-Korea   | Canada       | China                   |
| Vrouwen    |              |              |                         |
| 500 meter  | Wang Meng    | Fu Tianyu    | Zhao Nannan             |
| 1000 meter | Jin Sun-yu   | Wang Meng    | Yang Shin-young         |
| 1500 meter | Jin Sun-yu   | Jung Eun-ju  | Zhou Yang               |
| Aflossing  | China        | Zuid-Korea   | Italië                  |

## Wereldbeker 1 - Harbin
De eerste wedstrijd werd van 19 tot 21 oktober 2007 gehouden in Harbin (China). Het Nederlandse aflossingsteam, bestaande uit Annita van Doorn, Sanne van Kerkhof, Liesbeth Mau Asam en Anouk Zoutendijk verbeterde het Nederlands record op de 3000 meter met een tijd van 4.22,552. Annita van Doorn verbeterde ook nog haar eigen record op de 500 meter.
| Afstand         | Goud                    | Zilver          | Brons                   |
| Mannen          | Mannen                  | Mannen          | Mannen                  |
| --------------- | ----------------------- | --------------- | ----------------------- |
| 500 meter       | François-Louis Tremblay | Sung Si-bak     | Alex Boisvert-Lacroix   |
| 1000 meter      | Ahn Hyun-soo            | Lee Ho-suk      | François-Louis Tremblay |
| 1500 meter (1)* | Sung Si-bak             | Lee Seung-hoon  | Charles Hamelin         |
| 1500 meter (2)* | Ahn Hyun-soo            | Lee Ho-suk      | Song Kyung-taek         |
| Aflossing       | Zuid-Korea              | Canada          | Italië                  |
| Vrouwen         |                         |                 |                         |
| 500 meter       | Wang Meng               | Tian Yu Fu      | Park Seung-hi           |
| 1000 meter      | Wang Meng               | Jung Eun-ju     | Jin Sun-yu              |
| 1500 meter (1)* | Cho Ha-ri               | Shin Sae-bom    | Yang Zhou               |
| 1500 meter (2)* | Jin Sun-yu              | Yang Shin-young | Qiuhong Liu             |
| Aflossing       | China                   | Zuid-Korea      | Canada                  |

* Per toerbeurt wordt een van de drie afstanden twee keer verreden. In Harbin was dit de 1500 meter.

## Wereldbeker 2 - Kobe
De tweede wedstrijd in de wereldbekercyclus werd verreden van 26 oktober tot 28 oktober 2007 in het Japanse Kobe.
| Afstand         | Goud          | Zilver                  | Brons           |
| Mannen          | Mannen        | Mannen                  | Mannen          |
| --------------- | ------------- | ----------------------- | --------------- |
| 500 meter       | Sung Si-bak   | François-Louis Tremblay | Kwak Yoon-gy    |
| 1000 meter (1)* | Sung Si-bak   | Kwak Yoon-gy            | Charles Hamelin |
| 1000 meter (2)* | Ahn Hyun-soo  | Song Kyung-taek         | Charles Hamelin |
| 1500 meter      | Ahn Hyun-soo  | Lee Ho-suk              | Song Kyung-taek |
| Aflossing       | Zuid-Korea    | Canada                  | China           |
| Vrouwen         |               |                         |                 |
| 500 meter       | Wang Meng     | Shin Sae-bom            | Nannan Zhao     |
| 1000 meter (1)* | Park Seung-hi | Wang Meng               | Cho Ha-ri       |
| 1000 meter (2)* | Jin Sun-yu    | Yang Shin-young         | Amanda Overland |
| 1500 meter      | Jin Sun-yu    | Jung Eun-ju             | Yang Shin-young |
| Aflossing       | China         | Italië                  | Japan           |

* Per toerbeurt wordt een van de drie afstanden twee keer verreden. In Kobe was dit de 1000 meter.
1997/1998 · 
1998/1999 · 
1999/2000 · 
2000/2001 · 
2001/2002 · 
2002/2003 · 
2003/2004 · 
2004/2005 · 
2005/2006 · 
2006/2007 · 
2007/2008 ·
2008/2009 ·
2009/2010 ·
2010/2011 ·
2011/2012 ·
2012/2013 ·
2013/2014 ·
2014/2015 ·
2015/2016 ·
2016/2017 ·
2017/2018 ·
2018/2019 ·
2019/2020 · 
2020/2021 ·
2021/2022 ·
2022/2023 ·
2023/2024 ·
2024/2025